# Ізабелла д'Есте
Ізабелла д'Есте (італ. Isabella d'Este; 18 травня 1474 — 13 лютого 1539) — дочкою Ерколе I д'Есте, герцога Феррари і Леонори Неаполітанської, дружина маркграфа Мантуанського Франческо II Гонзага, поціновувачка мистецтва і покровителька знаменитих художників, одна з найвідоміших жінок італійського Ренесансу, прозвана «примадонною Відродження» (італ. la Primadonna del Rinascimento).

## Біографія

### Юність
Ізабелла була старшою дочкою Ерколе I д'Есте, герцога Феррари і Леонори Неаполітанської, (дочки короля Фердинанда Неаполітанського). Незважаючи на те, що слідом за нею в родині народилося багато інших дітей, зокрема й хлопчиків, Ізабелла залишалася улюбленою дитиною. 1477 року, після народження її брата Ферранте, дівчинка разом з матір'ю вирушила в Неаполь до свого діда. Потім герцогиня Леонора повернулася додому, в Феррару, і Ізабелла повернулася з нею, а її інші брати і сестри були залишені в Неаполі на наступні 8 років.
Її молодша сестра була не менш відомою Беатриче д'Есте, герцогинею Мілана, дружиною Лодовіко Сфорци. Ізабелла була пов'язана родинними зв'язками або шлюбом майже з усіма правителями в Італії і відома як перша дама епохи Відродження.
Ізабелла д'Есте — як відомо з численної кореспонденції з Мантуї — отримала дуже хорошу освіту. Про це подбала її мати, яка також мала хорошу освіту, грала на арфі, колекціонувала полотна відомих живописців і мала невелику бібліотеку. Ізабеллі і її братам і сестрам викладали латину і музику (вона чудово грала на лютні і флейті і володіла прекрасним голосом), грецьку і римську історію і класичну літературу. З особливим інтересом Ізабелла вивчала географічні карти і займалася астрологією.
У віці 16 років, 12 січня 1490 року, Ізабелла вийшла заміж за 25-річного Франческо II Гонзага (1466—1519), маркіза Мантуї, з яким вона була заручена з 1480 року.

### Життя в шлюбі
Сучасники описували її як красномовну, розумну, дуже начитану, темпераментну, дотепну, пристрасну гравчиню в шахи і карти. Про неї відгукувались як про надзвичайну красуню, схильну, однак, як і її мати до повноти.
Вона перебувала в дуже хороших відносинах з сім'єю свого чоловіка, але не зі своїм недовірливим (і з 1512 року хворим на сифіліс) чоловіком. Франческо був кондотьєром і проводив багато часу за межами своєї країни, служачи воєначальником іноземних володарів, опинявся він і в полоні (1509). За його відсутності Ізабелла залишилася вдома і керувала Мантуєю самостійно. Компанію при дворі їй складали мати, сестра, і зовиця — Єлизавета Гонзага .
31 грудня 1493 року Ізабелла народила свою першу дитину, дочку, яку вона назвала Елеонора, на честь недавно померлої матері. Її розчарування від того, що вона не народила сина, було настільки великим, що відбилося на її ставленні до дочки, яка стала улюбленицею батька. Її друга дочка, Маргарита, померла через два місяці після народження.
15 травня 1500 року вона народила довгоочікуваного сина Фредеріко ІІ Гонзага, названого так на честь діда. 1502 року народилася Лівія (померла дитиною) і 1503 року — Іполита, з якою в неї також не склалося близьких відносин. У листопаді 1505 року вона народила Ерколо (з 1527 року — кардинал) і в січні 1507 року Ферранте (полководець при імператорі Карлі V, перший герцог Гуасталли). 1508 року вона народила Лівію (названу так на честь своєї сестри, яка померла в цьому ж році).

Своїх синів вона любила понад усе на світі, злі язики говорили, що потім йшли її собаки і тільки потім дочки. Її старша дочка з політичних міркувань була видана заміж за Франческо Мария I делла Ровере племінника папи Юлія II, Іполита і Лівія стали черницями. Тільки в старості її відносини з дочками потеплішали, і вона включила їх у свій заповіт. Особливо вона переживала з приводу нещасливого шлюбу своєї старшої дочки.

Портрет роботи Тіціана, 1534—1536, Музей історії мистецтв, Відень. Художник зобразив свою модель, знехтувавши її 60-річним віком

Після повернення її хворого чоловіка в Мантую (1512) Ізабелла переконалася, що його ставлення до неї помітно погіршилося. Він не схвалював жодного її рішення. Вона вирішила виїхати до Рима. Там, при дворі папи Льва Х, її прийняли як королеву і вона стала центром уваги. Кілька років по тому вона ненадовго повернулася до Мантуї.

### Вдова
У 1519 році помер її чоловік, і її син Федеріко успадкував престол Мантуї. Ізабелла через його вік залишилася при ньому регентом і продовжувала керувати країною. Вона стала важливою фігурою в політиці Італії, помітно зміцнивши позицію Мантуї. Вона зіграла роль у перетворенні Мантуї з маркізату в герцогство, вибрала вдалий шлюб для свого старшого сина і допомогла синові Ерколе стати кардиналом. Вона продемонструвала великий розум і дипломатичні здібності в переговорах з Чезаре Борджіа, позбавивши престолу Гвідобальдо да Монтефельтро, чоловіка її зовиці Єлизавети Гонзага (1502).
1525 року вона повернулася до Рима, говорячи, що її серце належить цьому місту. Вона залишалася там і при пограбуванні Рима військами імператора Карла IV в 1527 році. Потім 60-річна маркіза повернулася до Мантуї і перетворила її на культурний центр, заснувавши школу для дівчаток і перетворивши свої апартаменти на скарбницю творів мистецтва.
Але непосидюча Ізабелла не могла залишатися на місці і продовжувала подорожувати, відвідавши Романью і Солароло до своєї кончини 1539 року.

## Культурна діяльність
Після мантуанської маркізи залишилися зв'язки листів, скрині з нарядами і коштовностями, колекції картин і предметів мистецтва, зібрання книг і рукописів. У моральній та інтелектуальній атмосфері Відродження вона залишила слід більш глибокий, ніж якби була сама натурою творчою та артистичною. Ізабелла д'Есте стала однією з перших творців моди, не тільки моди на крій сукні та на фасон зачіски, але моди мистецтва, поезії, моралі.

Мантуанська маркіза була старанною замовницею, і це не зовсім те саме, що натхненниця мистецтв. Ні в чому не піднімалася вона вище середніх поглядів свого часу і нічим не поглиблювала їх. Від неї не варто чекати ні проникнення в минуле, ні прозріння в майбутнє. Вся до кінця вичерпувалася вона своїм справжнім, своїм сьогоднішнім днем, і в цьому не тільки слабкість її, а й сила.
Ізабелла була палкою збирачкою римських скульптур, монет і замовницею картин і сучасних скульптур в античному стилі. Вона створила Студіоло д'Есте — апартаменти з колекцією картин Мантеньї, Перуджіно, Лоренцо Кости і Корреджо. До складу приміщень входила «Гротта» (Grotta), де були представлені античні медалі і монети, різьблені камені і скульптура.
Під її заступництвом двір Мантуї став одним з найбільш культурних в Європі: крім перелічених художників, там був Рафаель і Тіціан, композитори Бартоломео Тромбончіно і Маркетто Кара. Її придворним скульптором був Бонакольсі.
Разом з чоловіком вона була патроном Аріосто, коли той писав свого «Орландо Божевільного», а також перебували під великим впливом Балтазара Кастільйоне, автора «Придворного». За його порадою до Мантуї запросили Джуліо Романо, щоб розширити замок та інші будівлі.
Збереглися і добре вивчені її листи до Леонардо да Вінчі, який, довірившись її словами, спробував облаштуватися в Мантуї після свого від'їзду з Мілана. Але він прибув у невдалий політичний момент, коли Ізабелла була зайнята улагоджуванням кризи і порятунком країни і, розчарований відсутністю уваги, поїхав. Незважаючи на те, що Ізабелла потім неодноразово просила його створювати для неї твори мистецтва, його робота для неї обмежилася ескізом до невиконаного портрета (1499). Однак існує гіпотеза, що Ізабелла стала моделлю для картини Леонардо «Джоконда».
При дворі Ізабелли відбувалися шахові турніри, в яких брали участь найсильніші італійські шахісти. Вона сама добре грала в шахи і цікавилася шаховою композицією. Ізабелла замовила математику і священнослужителю Луці Пачолі трактат «Про гру в шахи» частину ілюстрацій для якого (а деякі вчені вважають, що й частину завдань, наведених у трактаті), виконав Леонардо да Вінчі.
Її портрет олівцем залишив Леонардо, живописний — Тіціан (плюс друга картина, La Bella, яка теж, можливо, є її портретом), і посмертне зображення — Рубенс . Її скульптурне зображення на медалях залишив Джан Кристофоро Романо, також існує бюст його роботи, який також вважається її портретом, переважно, завдяки подібності з роботою Леонардо. З листування відомо, що її портрети писали Мантенья, Джованні Санті, Джанфранческо Майнері, Лоренцо Коста, Франческо Франча, а також що Леонардо виконав ще один підготовчий малюнок.

## Родина

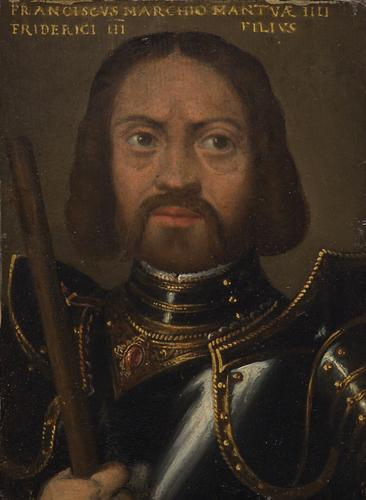
Франческо Гонзага, чоловік Ізабелли

Чоловік — Франческо II Гонзага (1466—1519), кондотьєр і військовик під час перших трьох Італійських війн, правитель Мантуанського маркізату з 1484
Діти:
- Елеонора Гонзага (1493—1570) — дружина Антоніо ді Монтальто, потім Франческо Марію I делла Ровере, герцога Урбінського[6]
- Маргарита (1496).
- Федеріко II (1500—1540)[7] — герцог Мантуї, спочатку був заручений з Марією Палеолог, але пізніше одружився з її сестрою Маргаритою Палеолог[6]
- Лівія (1501—1508).
- Іпполіта Гонзага (1503—1570) — стала черницею в домініканському монастирі св. Вінченцо.
- Ерколе Гонзага (1505—1563) — єпископ Мантуї з 1521, кардинал з 1527, регент при своєму племіннику з 1540.[8]
- Ферранте Гонзага (1507—1557)[8] — одружений на Ізабеллі ді Капуа.
- Лівія (1508—1569) — пізніше відома як сестра Паола

## Листи
Павло Муратов так оцінив листування маркізи: 
|  | Великі справи і маленькі пригоди Ренесансу, досягнення художників, інтриги політиків, святкування, моди, господарські справи, державні турботи, домашні дрібниці - все ворушать, все пересипають перед нами ці листи, як невичерпну купу перемішаних між собою кольорових і тьмяних каменів. У кожному з них, як у краплі води, відображений світ Відродження, і кожна подробиця його заломлена багатогранним розумом Ізабелли. |

## В культурі
- Ессекс К. «Лебеді Леонардо». Сучасний жіночий любовний роман про нібито існувала любові Ізабелли до чоловіка її сестри Лодовіко Моро.
- 2011 — Ізабелла д'Есте — Примадонна Відродження / Isabella d'Este, la regista del potere (реж. Алессандра Джиганте / Alessandra Gigante), документально-ігровий фільм, в гол. ролі Лівія Маддалена / Livia Maddalena.